# Die Kreuzigung des Heiligen Petrus
Die Kreuzigung des Heiligen Petrus, auch Kreuzigung Petri genannt, ist ein Gemälde des italienischen Malers Michelangelo Merisi da Caravaggio. Es befindet sich in der Cerasi–Kapelle der Kirche Santa Maria del Popolo in Rom.  Das Werk gibt eindringlich die Gewalttätigkeit der Henker und die Todesangst des Heiligen wider.

## Geschichte

### Hintergrund
Petrus, auch bekannt unter dem Namen Simon Petrus, war der erste von Jesus berufene Jünger und zugleich ältester und wichtigster Apostel. Einer legendarischen Überlieferung zufolge wurde er nach dem  großen Brand Roms von Kaiser Nero zum Tod am Kreuz im Circus Gai et Neronis verurteilt. Petrus hielt sich für unwürdig, auf die gleiche Weise wie Jesus zu sterben. Auf seinen Wunsch hin wurde er mit dem Kopf nach unten gekreuzigt.

### Das Gemälde
Das Gemälde Die Kreuzigung des Heiligen Petrus wurde von Caravaggio für die Cerasi–Kapelle gemalt, die sich in einer Nische der in Rom stehenden Kirche Santa Maria del Popolo befindet. Monsignore Tiberio Cerasi war Generalschatzmeister von Papst Clemens VIII. Er kaufte die Kapelle 1601. Zur Ausschmückung der Kapelle vergab er den Auftrag für drei Gemälde, zwei davon an Michelangelo Caravaggio. Das zentrale Altarbild, die Aufnahme Mariens in den Himmel (Assunta), führte Annibale Carracci aus. An den Seitenwänden der Kapelle hängen die Werke Caravaggios, links die Kreuzigung des Heiligen Petrus und rechts die Bekehrung des Heiligen Paulus auf dem Weg nach Damaskus (zweite Fassung). Diese Werke beschreiben thematisch Anfang (Bekehrung) und Ende (Märtyrertod).

Weitere Werke der Cerasi–Kapelle
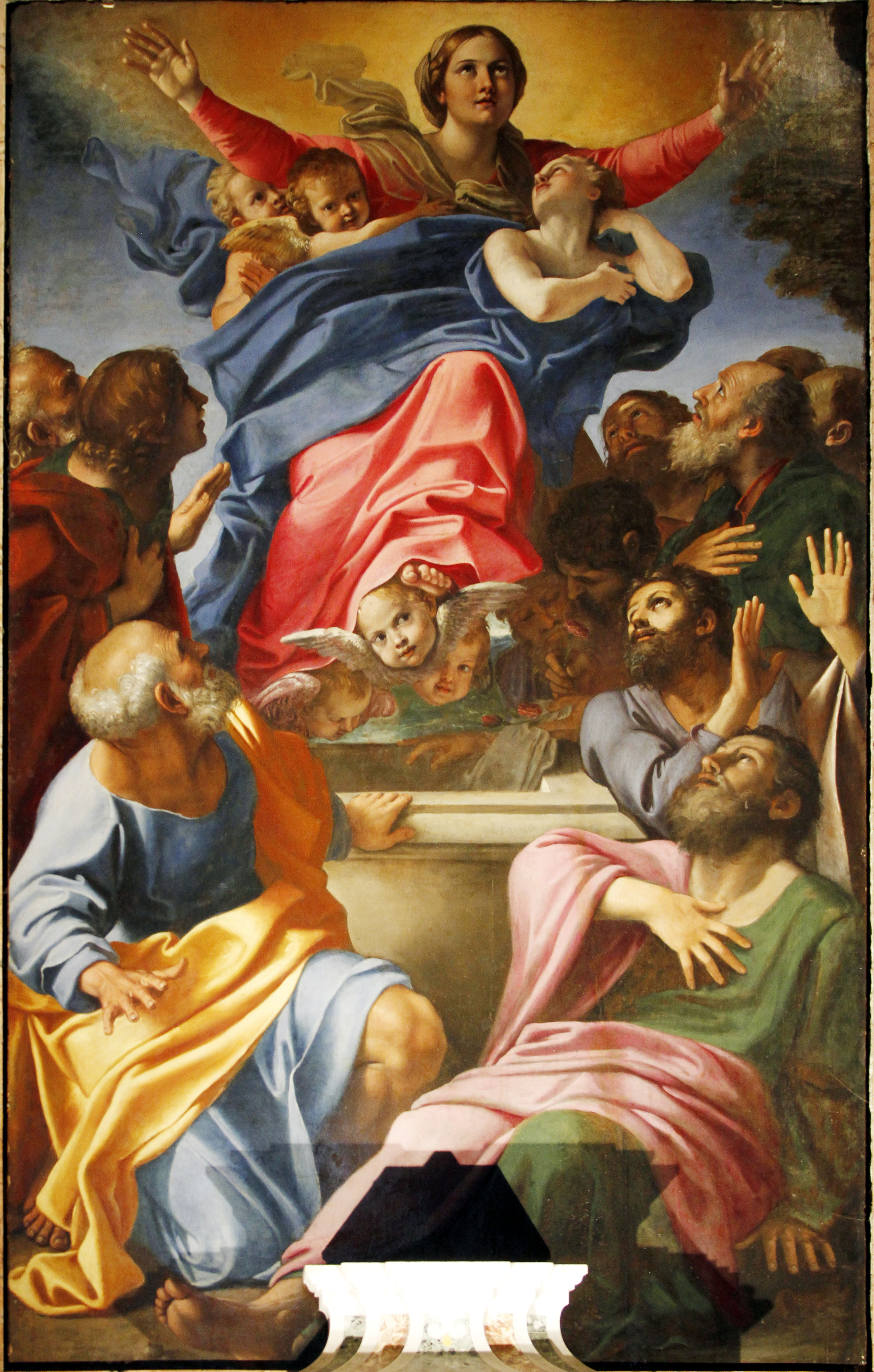
Kreuzigung Petrus  (Annibale Carracci)
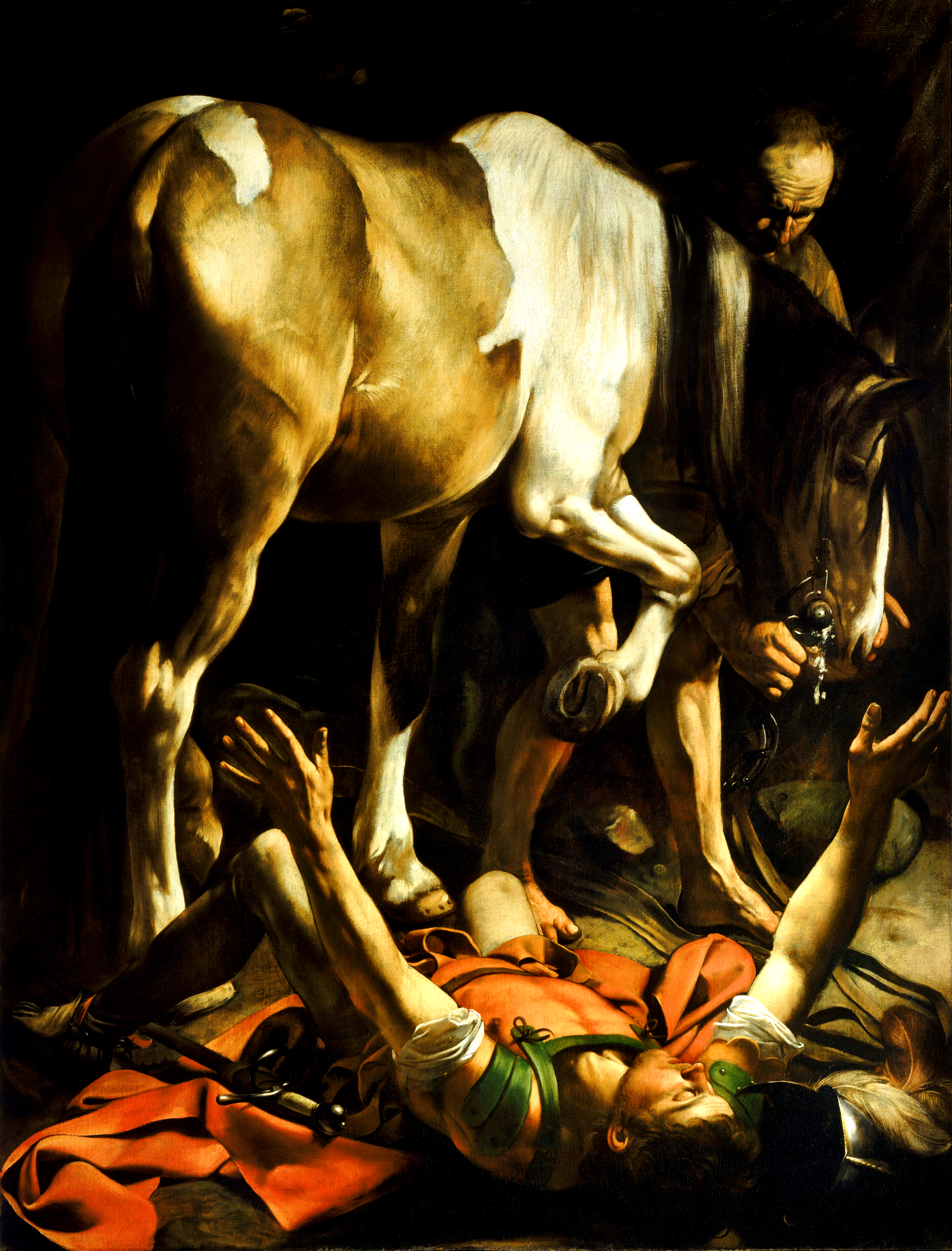
Bekehrung des Paulus (Caravaggio)

## Beschreibung
In der Kreuzigung Petri verbindet Caravaggio perspektivische Neuerungen mit der Farbgebung Tizians. Er zeigt in Nahsicht und ohne Distanz die Gewalttätigkeit der Henker und die Todesangst des Petrus, wobei die Körper stark verkürzt wiedergegebenen sind. Die effektvolle Lichtführung und Caravaggios hell/dunkel–Technik (Tenebrismus) betonen die Dramatik des Geschehens. Die Szene spielt auf einem steinigen Feld, wobei der dunkle, undurchdringliche Hintergrund den Blick immer wieder auf die vier scharf beleuchteten Protagonisten zurückwirft. Der Felsbrocken am unteren Bildrand bezieht sich wohl auf die Worte Jesu Mt 16,18 : „Du bist Petrus (griech. pétra, Fels) und auf diesen Felsen werde ich meine Kirche bauen und die Mächte der Unterwelt werden sie nicht überwältigen“.
Caravaggio baute sein Werk durch zwei gegeneinander gerichtete Diagonalen antithetisch auf. Die Diagonalen bilden ein Andreaskreuz, was auf die Kreuzigung des Apostels Andreas hindeuten könnte, des Bruders von Petrus. Die erste Schräge bildet der Körper des Petrus, der von links oben nach rechts unten kopfunter ans Kreuz genagelt ist. Diametral dazu verläuft die zweite Schräge von links unten nach rechts oben. Sie wird durch drei finstere Gestalten gebildet, wahrscheinlich römische Soldaten. Die Soldaten haben die Funktion der Henker inne. Sie sind als einfache, zeitgenössische Arbeiter dargestellt, die unter größter Anstrengung das Kreuz aufrichten. Ihre Gesichter sind abgewandt. Um das Kreuz aufzurichten, zieht der Obere an einem am Kreuz befestigten Seil, während der Zweite das Kreuz mit beiden Armen am Fußende umfasst und hebt. Der Dritte kniet auf dem Boden und hilft durch Schulterstütz und Schieben bei der Aufrichtung.

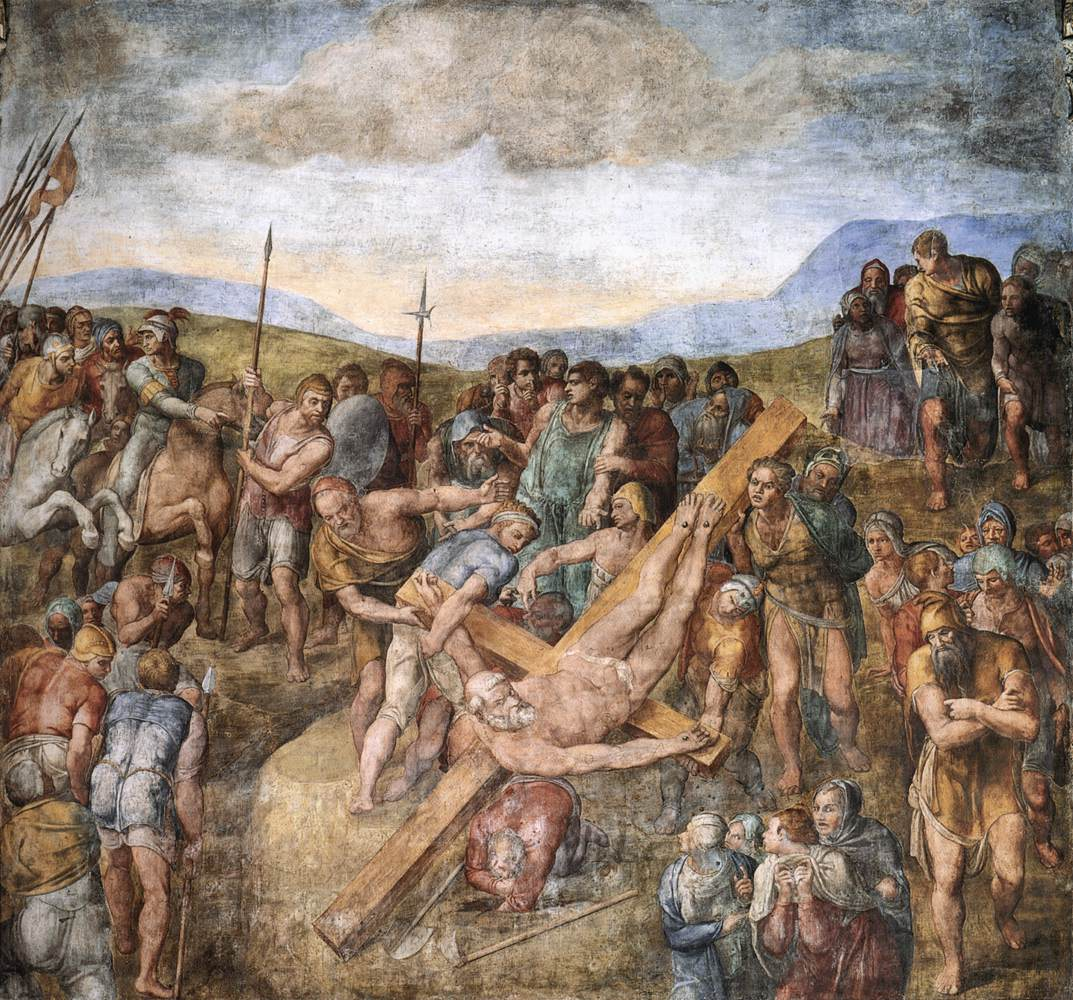
Kreuzigung Petri von Michelangelo

Sicherlich von Michelangelos Kreuzigung Petri beeinflusst, das im Vatikan in der Cappella Paolina hängt. Caravaggios Petrus ist jedoch nicht als leuchtender Märtyrer und Held dargestellt, sondern äußerst lebensnah als alter, resignierter Mann mit Schmerz und Todesangst. Caravaggios ungeschönter Realismus schreckt auch nicht vor der Darstellung der schmutzigen Füße des heiligen Petrus zurück. So zeigt Caravaggio eindrücklich, dass der Tod des Heiligen Petrus kein heroisches Schauspiel war, sondern eine klägliche, entwürdigende Hinrichtung. Die banale Hässlichkeit des Aktes der Kreuzaufstellung wird durch die Körperhaltung der Henker hervorgehoben, wie zum Beispiel durch das große, gelbe Hinterteil und die schmutzigen Füße des untersten Schergen.
Niester hebt in einer etwas anderen Interpretation hervor, dass Petrus bei der Kreuzigung, wie Jesus zuvor, nur ein Lendentuch trägt, welches in hellem Weiß strahlt, während die Henker in bunten Farben gekleidet sind. Sie schreibt: „Eiserne Nägel durchbohren die zarten, sauberen Füße Petri und das weiche Fleisch seiner Hände. Doch sein Gesicht ist nicht schmerzverzerrt, sein leicht geöffneter Mund signalisiert hingegen ein erlösendes Seufzen, während seine Augen bereits auf eine religiöse Entrückung hindeuten“. In ihrer Interpretation stellt Caravaggio eher die Resignation von Perus dar, der das Elend der Welt bald hinter sich lassen wird. Die weltliche Anstrengung und Schmerz sieht sie symbolisch nicht bei Petrus, sondern bei den Schergen.